# Kraussterntang
Der Kraussterntang oder auch Nadeltang (Mastocarpus stellatus) ist eine an vielen europäischen Küstengebieten häufige Art der Rotalgen.

## Merkmale
Der oft in dichten Horsten wachsende Kraussterntang ist von knorpeliger Substanz, braun-rot bis purpurn gefärbt und wird bis zu 20 Zentimeter hoch. Die Alge ist mittels einer Basalscheibe am Substrat befestigt. Der verschmälert flache Stiel erweitert sich in bandförmige, wiederholt dichotom verzweigte blattähnliche Wedel. Die Bänder sind dabei röhrenähnlich eingerollt und am Rand verdickt, die Winkel ihrer Verzweigungen spitz. Der obere Teil des Wedels weiblicher Pflanzen ist auf seiner Oberfläche sowie am Rand mit bis zu 10 oder mehr Millimeter langen Papillen besetzt. Den nur selten auftretenden männlichen Pflanzen fehlen Papillen. Der Tetrasporophyt ist eine purpurn-schwarze Kruste.

## Verbreitung
Der Kraussterntang findet sich im Ostatlantik von Island über Skandinavien, die britischen Inseln und Spanien über Nord- und Westafrika und die Kanaren, aber auch an den Südlichen Orkneyinseln. Im Westatlantik ist er an der Küste Nordamerikas von Nova Scotia über Maine und New Hampshire bis North Carolina nachgewiesen, aber auch an den tropischen oder subtropischen Küsten des Westatlantiks. Im Mittelmeer ist er aus Italien, Griechenland und der Türkei bekannt. Aus dem Pazifikgebiet ist nur ein Fund aus Japan bekannt.

## Systematik
Der Tetrasporophyt wurde fälschlich als eigene Art Petrocelis cruenta beschrieben, ist aber heute ebenso ein botanisches Synonym wie die lange gebrauchten Gigartina stellata, Fucus stellatus oder Gigartina mammillosa.

## Nachweise
1. 1 2 3  
M.D. Guiry, G.M. Guiry: Mastocarpus stellatus. In: AlgaeBase, World-wide electronic publication, National University of Ireland, Galway; abgerufen am 21. Februar 2012.